# Hypognatha ica
Hypognatha ica är en spindelart som beskrevs av Levi 1996. Hypognatha ica ingår i släktet Hypognatha och familjen hjulspindlar. Inga underarter finns listade i Catalogue of Life.